# Champion Jack Dupree
Champion Jack Dupree (New Orleans, 23 oktober 1909 - Hannover, 21 januari 1992) was een Amerikaanse blueszanger en -pianist.

## Carrière
Nadat zijn ouders door een brand om het leven waren gekomen, kwam Dupree op 2-jarige leeftijd terecht in hetzelfde kinderopvoedingsgesticht in New Orleans waarin eerder al Louis Armstrong zijn jeugdjaren had doorgebracht. Het bluesspel leerde hij bij de barrelhousepianist Willie Hall. Vanaf 1930 woonde hij in Chicago, daarna in Detroit. In 1935 werd hij bokser in Indianapolis en had hij 107 kampen.
Zijn eerste opnamesessie vond plaats in juni 1940 in Chicago. Warehouse Man Blues / Chain Gang Blues was zijn eerste van tien singles voor Okeh Records, waar hij bij bleef tot eind 1945. Hier werd in januari 1941 het door Willie Hall gecomponeerde Junker Blues opgenomen en in april 1941 uitgebracht. De song vormde later de basis voor The Fat Man, de eerste plaat van Fats Domino, en voor Lawdy Miss Clawdy van Lloyd Price.
Tijdens de Tweede Wereldoorlog vervulde hij zijn dienstplicht als scheepskok bij de marine in de Grote Oceaan. Na twee jaar in Japanse krijgsgevangenschap keerde hij in 1946 terug naar de Verenigde Staten en concentreerde hij zich weer op de bluesmuziek. Dupree werd nu meer een labelhopper, die voor maar enkele opnamen bij een label bleef om dat daarna weer te wisselen voor een ander. Van Lenox Records via Continental Records trok hij naar Solo Records, zonder dat dit tot een meetbaar succes in de rhythm-and-blues hitlijst leidde. Pas bij het tiende label, King Records, had hij met Walking the Blues / Daybreak Rock in mei 1955 de enige hit in zijn lange carrière.
Ins de jaren 1960 en 1970 woonde hij in het Verenigd Koninkrijk en maakte hij opnamen met onder anderen Eric Clapton en John Mayall. Hij was getrouwd en had twee eigen dochters en een geadopteerde dochter. Sinds 1976 woonde hij in Hannover, van waaruit hij tot aan zijn dood meerdere tournees ondernam, vooral in Europa. Terwijl hij tijdens de jaren 1970 echter nog op grote podia en festivals optrad, zoals in 1971 bij het Montreux Jazz Festival, was hij in de jaren 1980 ook te vinden op kleine podia voor een handvol toeschouwers. Tijdens de pauze vertelde hij het publiek over zijn belevenissen in zijn kinderjaren met de Ku Klux Klan. In 1990 keerde hij na 36 jaar voor de eerste keer terug naar New Orleans, waar hij de opnamen deed voor het album Back Home in New Orleans.

## Overlijden
Champion Jack Dupree overleed in januari 1992 op 82-jarige leeftijd.

## Discografie
Okeh Records
- 1940: Warehouse Man Blues / Chain Gang Blues
- 1940: Black Woman Swing / Cabbage Greens No. 1
- 1940: Gamblin' Man Blues / New Low Down Dog
- 1940: Cabbage Greens No. 2 / Angola Blues
- 1941: That's All Right / My Baby's Gone
- 1941: My Cabin Inn / Junker Blues
- 1941: Bad Health Blues / Weed Head Woman
- 1942: Big Time Mama / Heavy Heart Blues
- 1942: All Alone Blues / Black Cow Blues

Lenox Records
- 1945: Bad Whiskey and Wild Women / Bus Station Blues

Continental Records
- 1945: Going Down Slow / Mean Old Frisco
- 1945: How Long, How Long Blues / I Think You Need a Shot
- 1945: Let's Have a Ball / Hard Feeling

Solo Records
- 1945: Once I Had a Girl / Black Woman Blues

Joe Davis Records
- 1945: Rum Cola Blues / She Makes Good Jelly
- 1945: Johnson Street Boogie Woogie / I'm Going Down With You
- 1945: F.D.R. Blues / God Bless Our New President
- 1945: County Jail Special / Fisherman's Blues
- 1945: Black Wolf / Lover's Lane
- 1945: Walkin' by Myself / Outside Man
- 1945: Forget It Mama / You've Been Drunk
- 1945: Santa Claus Blues / Gin Mill Sal
- 1945: Wet Deck Mama / Love Strike Blues

Alert Records
- 1946: Fifth Avenue Blues / Highway 31

Celebrity Records
- 1946:Big Legged Mama / I'm a Doctor for Women

Apollo Records
- 1949: Come Back Baby / Chittlins and Rice
- 1949: Mean Mistreatin' Mama / One Sweet Letter
- 1950: Old Woman Blues / Lonesome Bedroom Blues
- 1951: Deacon's Party / My Baby's Coming Back Home
- 1951: Just Plain Tired / I'm Gonna Find You Some Day

Robin Records
- 1953: Highway Blues / Shake Baby Shake
- 1953: Stumbling Block Blues / Number Nine Blues
- 1954: Drunk Again / Shim Sham Shimmy

King Records
- 1953: The Blues Got Me Rockin' / Tongue-Tied Blues
- 1953: Ain't No Meat on de Bone / Please Tell Me Baby
- 1954: Walkin' Upside Your Head / Hard Feeling
- 1954: Rub a Little Boogie / Camille
- 1955: Two Below Zero / Blues for Everybody
- 1955: Harelip Blues / Let the Doorbell Ring
- 1955: Walking the Blues / Daybreak Rock (met Mr. Bear)
- 1955: That's My Pa / Stumbling Block
- 1955: She Cooks Me Cabbage / Silent Partner
- 1956: Failing Health Blues / Me and My Mule
- 1956: Overhead (Blues) / So Sorry, So Sorry
- 1956: Mail Order Woman / Big Leg Emma's

Vik Records
- 1957: Dirty Woman / Just Like a Woman
- 1957: Old Time Rock and Roll / Rocky Mountain
- 1957: Shake Baby Shake / Lollipop Baby

Federal Records
- 1957: Two Below Zero / Sharp Harp

Atlantic Records
- 1959: Frankie and Johnny / Strollin'
- 1959: T.B. Blues / Junker's Blues

Storyville Records
- 1960: Shirley May / Whiskey Head Woman
- 1963: Shake Baby Shake / Walking Down the Highway
- 1965: Highway Blues / Shake Baby Shake

Blue Horizon
- 1966: Get Your Head Happy / Easy Is The Way
- ????: I haven't done no-one no harm / How am I doing it (met Stan Webb)
- 1969: Ba' La Fouche / Kansas City
- 1969: I Want to Be a Hippy / Going Back to Louisiana

Decca Records
- 1967: Barrelhouse Woman / Under Your Hood

GNP
- 1973: Anthologie du Blues Vol. 1
- 1973: I'm Happy To Be Free
- 1976: Legacy Of The Blues Vol. 3

- Biblioteca Nacional de España: XX1553561
- Bibliothèque nationale de France: cb13893521w (data)
- Gemeinsame Normdatei: 13436354X
- International Standard Name Identifier: 0000 0000 7838 544X
- Library of Congress Control Number: n82047857
- MusicBrainz: 6e0c0a03-54ef-4bfe-b954-7dc82f20292e
- Nationale Bibliotheek van Polen: a0000002960325
- Nederlandse Thesaurus van Auteursnamen: 097309907
- Istituto Centrale per il Catalogo Unico: DDSV004345
- SNAC: w62n8rqj
- Système universitaire de documentation: 084291370
- Trove: 929059
- Virtual International Authority File: 64191565
- WorldCat: E39PBJfrRc3CT8X368bbKj74MP